# Saxhorn

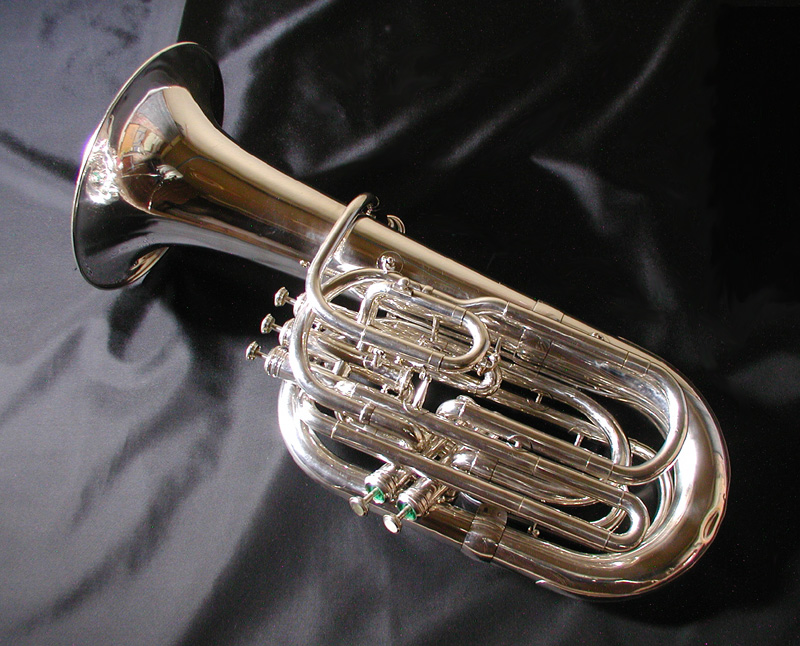
Saxhorn

Saxhorn är trots namnet egentligen ingen saxofon, det har ventiler.

## Historik
Adolphe Sax, som också uppfann rörbladsinstrumentet saxofon, satte ventiler på signalhornet för att få fler toner.